# Малабар (Флорида)
Малабар (енгл. Malabar) град је у америчкој савезној држави Флорида. По попису становништва из 2010. у њему је живело 2.757 становника.

## Демографија
Према попису становништва из 2010. у граду је живело 2.757 становника, што је 135 (5,1%) становника више него 2000. године.
| Група             | 2000.         | 2010.         |
| Белци             | 2.398 (91,5%) | 2.453 (89,0%) |
| Афроамериканци    | 73 (2,8%)     | 107 (3,9%)    |
| Азијати           | 30 (1,1%)     | 26 (0,9%)     |
| Хиспаноамериканци | 69 (2,6%)     | 114 (4,1%)    |
| Укупно            | 2.622         | 2.757         |